# Faxe
För andra betydelser, se Faxe (olika betydelser).
Faxe (tidigare stavat Fakse) är ett samhälle på södra Själland i Danmark med 4 017 invånare (2017)  i Faxe kommun. Österut ligger Faxe kalkbruk och norrut Galgbacken. Faxe ligger i Region Själland. Faxe är internationellt mest känt för Faxe Bryggeri.
Bland de äldre byggnaderna finns Faxe kyrka från 1440. 1577 brann kyrkan och prästgården ned men båda reparerades efter branden. I Faxe ligger Danmarks äldsta folkskola från 1633. Faxes vattenverk är från 1900. 1903-04 byggdes apoteket i Faxe.
Strax utanför samhället ligger Faxe Syd hållplats på Østbanen mellan Køge och Faxe Ladeplads.